# (4626) Plisetskaya

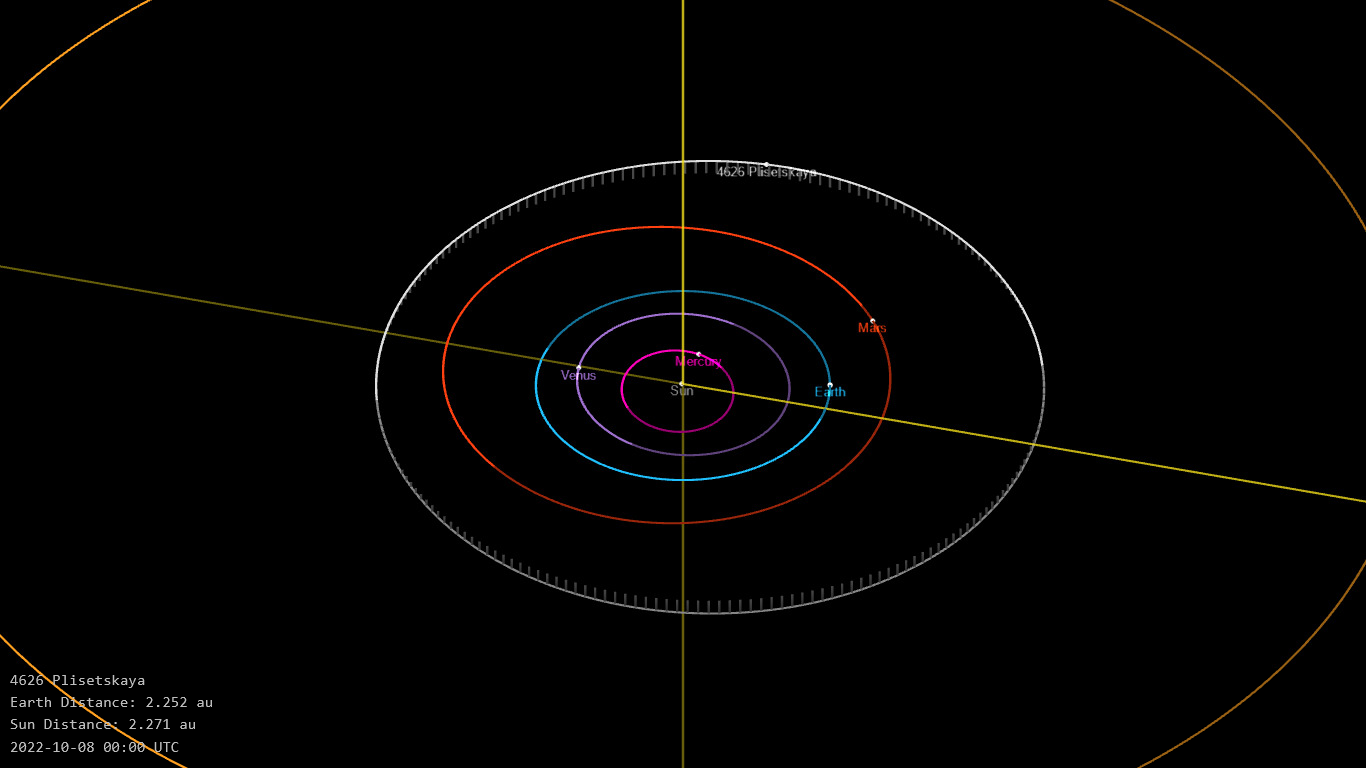
Orbite de Plisetskaya.

(4626) Plisetskaya est un astéroïde de la ceinture principale.

## Description
(4626) Plisetskaya est un astéroïde de la ceinture principale. Il fut découvert le 23 décembre 1984 à Naoutchnyï par Lioudmila Karatchkina. Il présente une orbite caractérisée par un demi-grand axe de 2,27 UA, une excentricité de 0,08 et une inclinaison de 2,8° par rapport à l'écliptique.

## Compléments